# Heliconius viculata
Heliconius viculata är en fjärilsart som beskrevs av Riffarth 1900. Heliconius viculata ingår i släktet Heliconius och familjen praktfjärilar. Inga underarter finns listade i Catalogue of Life.